# 安德烈·图波列夫
安德烈·尼古拉耶维奇·图波列夫（羅馬化：Andrey Nikolayevich Tupolev；1888年11月11日—1972年12月23日），蘇聯飞机设计师。

## 生平
图波列夫生於俄羅斯帝國特維爾省普斯托馬佐沃，从小就对飞行非常感兴趣，因此他进入鲍曼莫斯科国立技术大学上大学，他的毕业论文的内容是关于“基于风洞试验的水上飞机设计的经验”。他毕业于1918年6月11日。1918年10月30日他与尼古拉·叶戈罗维奇·茹科夫斯基一起创办了一个研究所，这就是后来著名的中央空气动力学研究所。
1921年1月中央空气动力学研究所开始设计其第一架飞机图波列夫ANT-1。早在1911年图波列夫就已经绘制了这架飞机的基本结构。1925年图波列夫设计了世界上第一架双引擎、全金属轰炸机圖波列夫TB-1轟炸機。1930年代著名的机型有图波列夫ANT-9、图波列夫ANT-20和图波列夫ANT-25。图25因其远程功能在国际上也很著称。
1934年图波列夫开始与其他人一起合作设计先进的双引擎轰炸机图波列夫SB-2。1936年秋民用机图-35试飞成功。1936年6月图波列夫开办了他自己的156研究局，这个研究局应该成为苏联飞机设计的骨干，但是1937年图波列夫在大清洗中被控告向德国泄漏设计图案、卖国、叛变。他被判无期徒刑。他的计划搁浅或者被其它研究局接收。此后他被迫为克格勃的29研究局工作，他和其他被关押的工程师被迫研制一架双引擎的俯冲轰炸机。这个研究的结果是当时先进的图-2。1941年德国入侵，苏德战争爆发后图波列夫被释放。
他去鄂木斯克并在那里建立了166研究局。1943年他回到莫斯科领导他原来的研究局。
随后，图波列夫就获得了新的任务。斯大林下令他设法仿制美国的B-29超級堡壘轟炸機来弥补苏联在战略轰炸机方面的落后。图波列夫在18个月内就设计了一型新的战略轰炸机图-4。虽然这架飞机由于比较弱的引擎和稍微高的重量比不上其原型，但比起苏联早一代的战略轰炸机来说是一个飞跃。1940年代末苏联依靠图-4成为核大国。
图波列夫设计了其它许多苏联军用和民用飞机，比如图-104，这架飞机的原型可以与波音707相比。在1950和60年代图波列夫与谢尔盖·伊留申一起对苏联飞机和宇航工业的形成做出了巨大的贡献。
1972年逝世於莫斯科，享年84歲，安葬於莫斯科新處女公墓。
今天许多民用航空公司中使用众多不同型号的图波列夫飞机。图波列夫本人曾参与了上百个飞机型号的设计，许多他设计的飞机打破了世界纪录。他的儿子阿列克塞·图波列夫也是一位飞机设计师。

## 註記
1. ↑  儒略历1888年10月29日